# Roelof van der Merwe
Roelof Erasmus van der Merwe (* 31. Dezember 1984 in Johannesburg, Südafrika) ist ein südafrikanischer Cricketspieler, der zwischen 2009 und 2011 für die südafrikanische und seit 2015 für die niederländische Nationalmannschaft spielt.

## Kindheit und Ausbildung
Van der Merwe war Teil der südafrikanischen Vertretung bei der ICC U19-Cricket-Weltmeisterschaft 2004 in Bangladesch.

## Aktive Karriere
Van der Merwe gab sein Debüt für die Northerns in der Saison 2006/2007. Nachdem er ab 2007/08 bei den Titans begann, Franchise-Cricket zu spielen, konnte er als Bowler national herausragen. So wurden die Selektoren der Nationalmannschaft auf ihn aufmerksam und er gab sein Debüt im Team im März 2009 im Twenty20- und ODI-Cricket gegen Australien. In der ODI-Serie gelangen ihm dann zwei Mal drei Wickets (3/37 und 3/46). Für die Indian Premier League 2009 wurde er von den Royal Challengers Bangalore ausgewählt und konnte sich dort etablieren. Er wurde dann für den ICC World Twenty20 2009 nominiert und erreichte mit dem Team das Halbfinale, nachdem er in der Vorrunde gegen Schottland (2/17), Neuseeland (2/14), England (2/32) und die West Indies (2/30) jeweils zwei Wickets erreichte. Im November erzielte er in der ODI-Serie gegen Simbabwe 3 Wickets für 27 Runs. Im Mai 2010 war er dann beim ICC World Twenty20 2010 für Südafrika dabei, konnte aber nicht herausragen. Daraufhin konnte er zwar im nationalen Cricket herausstechen, jedoch blieb er außerhalb des Nationalteams.
Im Jahr 2015 erwarb er dann einen niederländischen Pass und beendete seine Karriere in Südafrika. Dieser erlaubte ihm, als lokaler Spieler in der County Championship für Somerset zu spielen, und machte ihn spielberechtigt für das niederländische Nationalteam. Mit diesem gelang ihm beim ICC World Twenty20 Qualifier 2015 die Qualifikation für die kommende Weltmeisterschaft. Beim ICC World Twenty20 2016 konnte er dann als beste Leistung 2 Wickets für 3 Runs beim Sieg gegen Irland beisteuern. Im Juni 2019 erzielte er bei der Tour gegen Simbabwe ein Fifty über 57 Runs in den ODIs und ein weiteres Fifty über 75* runs und 4 Wickets für 35 Runs in den Twenty20s. Im Oktober erreichte er bei einem Fünf-Nationen-Turnier im Oman gegen Hongkong ein ungeschlagenes Fifty über 50* Runs. Im folgenden ICC Men’s T20 World Cup Qualifier 2019 folgten gegen Singapur 3 Wickets für 22, wofür er als Spieler des Spiels ausgezeichnet wurde. Er war Teil des niederländischen Teams beim ICC Men’s T20 World Cup 2021 und ICC Men’s T20 World Cup 2022, konnte dort jedoch jeweils nicht herausstechen. Auch wurde er für den Cricket World Cup 2023 nominiert.